# Helga Franz
Helga Franz (* 1961 in Bamberg) ist eine deutsche Künstlerin und Fotografin.

## Biografie
Von 1980 bis 1985 studierte Franz Malerei und Grafik an der Staatliche Akademie der Bildenden Künste Karlsruhe, von 1985 bis 1986 Malerei an der Hochschule für Bildende Künste Hamburg, von 1987 bis 1988 an der U.N.A.M., Universidad Nacional Autónoma de México, von 1989 bis 1990 als Postgraduierte am M.I.T., Massachusetts Institute of Technology und am C.A.V.S., Center for Advanced Visual Studies des M.I.T., Space Habitat Design im Dept. of Architecture sowie fakultativ im Dept. of Material Science and Engineering und im Dept. of Aeronautics and Astronautics.
Von 1993 bis 2001 leitete sie das Fach Plastik/Objekte am  Institut für Kunstpädagogik an der Universität Leipzig, das sie inhaltlich sowie praktisch für Studierende im Grund- und Hauptstudium und für die Weiterbildung von Lehrerinnen und Lehrern aufbaute. Ihre Lehrtätigkeit umfasste weiterführende Lehrkonzepte für Objekte und Installationen, Kunst im öffentlichen Raum und ortsspezifische Aufgaben bei inner- und außeruniversitären Seminaren. Von 2002 bis 2003 besuchte sie die cimdata Bildungsakademie in Berlin.
Franz realisiert seit 1987 als Künstlerin, Autorin, Fotografin und Pilotin internationale Projekte mit transdisziplinären Kooperationen. Für ihre Arbeit erhielt sie eine Reihe von Stipendien und Anerkennungen sowie Auszeichnungen bei Wettbewerben mit Realisierungen interaktiver, kinetischer und statischer Entwürfe für Kunst am Bau und Kunst im öffentlichen Raum.
Seit 1995 engagiert Franz sich ehrenamtlich und in der außeruniversitären Bildungsarbeit, Vorstandsmitglied Berufsverband Bildender Künstler Berlin 2007 bis 2009; Mitglied des Künstlerischen Beirats, Kulturwerk des bbk Berlin, Büro für Kunst im öffentlichen Raum des bbk Berlin; 1999 bis 2006, Jurorin in Preisgerichten bei Wettbewerben für Kunst im öffentlichen Raum und Kunst am Bau, Verfahrenskoordination, Wettbewerbsmanagement, Vorprüfung Wettbewerbe Kunst im öffentlichen Raum und Kunst am Bau. Sie ist als Mentorin und Dozentin in der Erwachsenenbildung tätig. Sie ist Mitglied im Deutschen Künstlerbund, der Deutsche Gesellschaft für Photographie und der Gesellschaft für künstlerische Forschung in der Bundesrepublik Deutschland. Sie lebt in Berlin.

## Ausstellungen (Auswahl)
- 2023: Endlich ein bisschen Animation! Japan trifft Berlin,[1] Bethanien (Berlin)
- 2022: Habitate,[2] Schloss Biesdorf
- 2021: Still alive as long as I breathe,[3] Deutscher Künstlerbund Berlin
- 2020: Das politische Sommerloch bzw. ausgefallen?,[4] Deutscher Künstlerbund, Berlin
- 2019: Flüchtige Entwürfe,[5] Deutscher Künstlerbund, Berlin
- 2018–19: flow. Steine und Sprache, Ausstellung Robert Koch-Institut Berlin
- 2018: Diesseits und Eden, Ausstellung anlässlich des 101. Katholikentags in Münster, Foyer der LBS Münster
- 2017: Heimat?,[6] Deutscher Künstlerbund, Berlin
- 2014: Faites vos jeux,[7] Verein Berliner Künstler, Berlin
- 2014: Verortung des Ichs: Heim(at):Berlin/Köln,[8] Kunsthalle Lindenthal, Köln
- 2014: Höhere Dichte, freistehendes kinetisches Objekt Verdichtung, Verein Berliner Künstler
- 2013: Aus Ernst wird Spaß: Das Ironische in der Kunst, Spielarten der bildenden Kunst zu dem Begriff Ironie,[9]  Deutscher Künstlerbund, Berlin
- 2012–13: Das Eigene und Andere in der Fotografie – eine Ausstellung für Hannah Höch,[10] Projektraum des Deutschen Künstlerbundes im Rahmen des Europäischen Monats der Fotografie, Berlin
- 2012: Blätterwald oder Die Quintessenz des Buches,[11] Künstlerbücher, Ausstellung Projektraum des Deutschen Künstlerbundes, Berlin
- 2011: Wettbewerb Kunst im öffentlichen Raum: Erfolgsmodelle Neubau Ostflügel Museum für Naturkunde Berlin. Konzeption für den öffentlichen Außenraum mit Stahl, Weißglas als 30 Meter langer Bogen mit beidseitiger Gestaltung,  Humboldt-Universität, Berlin
- 2011: Leben forschen,[12] Galerie im Körnerpark, Berlin
- 2010: Wechselstube,[13] Aktion und Ausstellung im Projektraum des Deutschen Künstlerbundes, Berlin
- 2000: Skulpturenpark, Permanente Installation im Innenraum, Wissenschaft und Kunst auf dem Campus Berlin-Buch, Forschungscampus des Max-Delbrück-Centrums für Molekulare Medizin Berlin-Buch
- 1999: Erdwasser,[14] Kunst im öffentlichen Raum, Installation im Körnerpark mit Glas; 1. Folge der kontinuierlichen Reihe 48 Stunden Neukölln
- 1997: Geschwindigkeiten, Einzelausstellung Galerie im Körnerpark, Berlin

## Kunst im öffentlichen Raum
- 2021: Justitia,[15] Sächsisches Staatsministerium der Finanzen, Freistaat Sachsen
- 2019: Dynamische Fluide,[16] Anwendungszentrum Fluiddynamik BTU, Zentralcampus Cottbus, Senftenberg
- 2018: Decisioni,[17] Leonardo-da-Vinci-Gymnasium Neukölln, Berlin
- 2016: Participants,[18] Deutsches Biomasseforschungszentrum Leipzig
- 2016: Fundamental Elements,[19] Forschungszentrum für Proteinbiochemie Charles Tanford, Martin-Luther-Universität Halle-Wittenberg
- 2011: Erfolgsmodelle,[20] Museum für Naturkunde, Humboldt-Universität, Berlin
- 2010: Licht auf alle Sinne!,[21] Liebigschule Neukölln, Berlin
- 2006: Wasser als Konzept,[22] Atrium des Museums Neukölln, Berlin
- 2001: Rund – Ring und Kreis,[23] Schule für Geistig- und Mehrfachbehinderte Helene-Häusler Pankow-Prenzlauer Berg, Berlin
- 2000: Mobil(e)Stabil,[24] Kleist Kultur- und Kongresszentrum, Frankfurt (Oder)
- 1999: Farbe und Licht, elementar,[25] Oberstufenzentrum Tiem Spandau, Berlin

## Publikationen
Franz gibt ihre Schriften hauptsächlich im Eigenverlag Verlag visuell.virtuell heraus:
- Ästhetische Annäherungen an Erinnerungen (4 Bände, Format 28 × 28 cm, Texte und Bilder)
  - 2016: Band 1. Linien. Episoden aus der wirklichen Welt, vergessen, unbeendet: anderer Leben zu eigen. Fonds und Fundus. ISBN 978-3-00-042257-7
  - 2014: Band 2. Parallelen. Dinge und verbale Skizzen. Kindheit. Dortiges, Zugehöriges. Die Anderen. ISBN 978-3-00-042259-1
  - 2016: Band 3. Tangenten. Bilder und verbale Skizzen. Unruhe und Katharsis. Chronik einer frühen Krise. ISBN 978-3-00-047107-0
  - 2016/17: Band 4. Asymptoten. gedankliche Skizzen und Bilder zur Sprache. Betrachtung. Schönheit im und aus dem Ganzen. ISBN 978-3-00-055237-3
- 2013: Projekte für den öffentlichen Raum 1982–2013, ISBN 978-3-00-042258-4
- 2013: Moiré. Geometrien 2008, Raumerlebnis aus der Fläche. Geometrien und Experimente, 2013, ISBN 978-3-00-042260-7
- 2015: Malerei. konkret. farbinterferenzen. fläche, ISBN 978-3-00-048686-9
- 2015: Malerei. informel. abstrakte expression. experiment, ISBN 978-3-00-048656-2
- 2011: Leben forschen. Ästhetische Annäherungen. Die Ausstellung als Versuchsfeld und Labor, ISBN 3-412-09700-4
- 2023: Zur deutschen Geschichte, Requisite Publikation mit Auswahl von Aufnahmen von Männern im historischen Umfeld 2018–22, ISBN 978-3-9821854-4-6[26]

Buchkapitel
- Die Relevanz der modernen Raum-Zeit-Problematik in der eigenen künstlerischen Gestaltung. Anhand einer exemplarischen Auswahl von aktuellen Projekten (die Bezüge im architektonischen Raum herstellen) mit Licht und wachsenden Kristallen. In: T. Böhme, K. Mehner (Hrsg.): Zeit und Raum in Musik und Bildender Kunst – Musik und Bildende Kunst in Zeit und Raum, Böhlau-Verlag 2000, ISBN 3-412-09700-4, S. 193–203.